# سیارک ۴۴۴۸
سیارک ۴۴۴۸ (به انگلیسی: 4448 Phildavis، نامگذاری:1986EO) چهار هزار و چهارصد و چهل و هشتمین سیارک کشف شده‌است که در ۵ مارس ۱۹۸۶ کشف شد.
قدر مطلق سیارک برابر ۱۲٫۰۰ است.